# Julian Hodek
Julian Hodek (* 9. Mai 1998 in Potsdam) ist ein deutscher Fußballspieler.

## Karriere
Er entstammt der Jugendabteilung des SV Babelsberg 03. Zu Beginn der Saison 2016/17 wechselte er in die Nachwuchsabteilung des FSV Zwickau. Zu seinem Profidebüt in der 3. Liga kam er am 5. April 2017 beim 1:0-Auswärtssieg gegen den FSV Frankfurt, bei dem er in der Startformation stand.
Im Sommer 2019 erfolgte sein Wechsel in die Regionalliga Nordost zum BFC Dynamo. Dort löste er seinen Vertrag nach nur vier Wochen auf und wechselte zum baden-württembergischen Oberligisten 1. FC Rielasingen-Arlen. Nach der Saison wechselte er innerhalb der Liga zum FC 08 Villingen.
Im Sommer 2021 wechselte er an die Florida International University, um dort College Soccer zu spielen.